# Централна калифорнийска долина
Централната калифорнийска долина или само Централната долина (на английски: California Central Valley, Central Valley) е голяма междупланинска долина в югозападната част на САЩ, в щата Калифорния.

## Природа
На изток е ограничена от планината Сиера Невада, а на запад – от Бреговите хребети. Разположена е на височина от 20 до 160 m. Простира се от север на юг на протежение от близо 800 km и ширина до 80 km. По произход представлява негативно тектонско огъване, запълнено с мощен слой от седиментни материали с кредна, палеогенова, неогенова и кватернерна възраст. Повърхността и е равна, леко хълмиста на изток и юг от наличието на древни крайречни хълмове и наносни конуси. Климатът е субтропичен, от средиземноморски тип, а на север – от континентален тип. Количеството на валежите намалява от север на юг от 1000 до 150 mm/m². Най-големите реки в долината са: Сакраменто на север и Сан Хоакин на юг. Развита е много гъста напоителна система. Северната ѝ част се отнася към зоната на субтропичните степи с червено-кафеникави почви, а южната – към полупустините. Централната Калифорнийска долина е важен земеделски район в САЩ с много добре развито земеделие – технически култури, овощарство, лозарство, а на юг – животновъдство. Разработват се нефтени находища.

## Градове
Фресно е най-големият град в долината, следван от Сакраменто (столицата на Калифорния), Бейкърсфилд, Стоктън и Модесто.
Град Ливърмор се счита за най-източния град в Района на Санфранциския залив, преди да се навлезе в Централната калифорнийска долина.

## Региони
Окръзите, свързани с Централната долина, се разделят в 4 региона:
- Северна Сакраментска долина (Шаста, Тихейма, Глен, Бют и Колуза)
- Сакраментски метрополис (Сакраменто, Ел Дорадо, Сатър, Юба, Йоло и Плейсър)
- Северен Сан Уакин (Сан Уакин, Станислос и Мърсед)
- Южен Сан Уакин (Мадейра, Фресно, Кингс и Тулери)